# Richard Egington
Richard Phillip „Ric“ Egington (* 26. Februar 1979 in Warrington) ist ein britischer Ruderer. Er gewann bis 2011 zwei Weltmeistertitel und eine olympische Silbermedaille.

## Karriere
Egington gewann bei den Weltmeisterschaften 2003 Silber in der nichtolympischen Bootsklasse Vierer mit Steuermann. Ab 2005 gehörte er zum britischen Achter, 2007 gewann er mit Bronze seine zweite Weltmeisterschaftsmedaille. 2008 erreichte der Achter im Weltcup mit je einem ersten, zweiten und dritten Platz dreimal das Siegerpodest; bei den Olympischen Spielen in Peking gewann der britische Achter die Silbermedaille hinter dem kanadischen Boot.
2009 wechselte Egington in den Vierer ohne Steuermann, der mit drei Ruderern aus dem 2008er Achter zwei Weltcupregatten und das Finale bei den Weltmeisterschaften gewann. Auch 2010 gewann die Crew zwei Weltcupregatten und belegte bei der dritten Regatta den dritten Platz, bei den Weltmeisterschaften kam das Boot allerdings nur auf den vierten Platz. 2011 erreichte der Vierer erneut zwei Weltcupsiege und gewann den Weltmeistertitel in Bled.
Der 1,99 Meter große Richard Egington rudert für den Leander Club.

## Endkampfplatzierungen

### Olympische Spiele
- 2008: 2. Platz im Achter (Alex Partridge, Tom Stallard, Tom Lucy, Richard Egington, Josh West, Matt Langridge, Alastair Heathcote, Colin Smith und Steuermann Acer Nethercott)
- 2012: 3. Platz im Achter (Alex Partridge, James Foad, Tom Ransley, Richard Egington, Mohamed Sbihi, Greg Searle, Matt Langridge, Constantine Louloudis und Steuermann Phelan Hill)

### Weltmeisterschaften
- 2003: 2. Platz im Vierer mit (James Livingston, Richard Egington, Kieran West, Tom Stallard und Steuermann Peter Rudge)
- 2005: 4. Platz im Achter (Simon Fieldhouse, Tom Stallard, Jonathan Devlin, Richard Egington, Josh West, Henry Bailhache-Webb, Tom Parker, Kieran West und Steuermann Acer Nethercott)
- 2006: 5. Platz im Achter (Toby Garbett, Tom Solesbury, Jonathan Devlin, Richard Egington, Josh West, Kieran West, Matt Langridge, Tom Stallard und Steuermann Acer Nethercott)
- 2007: 3. Platz im Achter (Tom James, Tom Stallard, Tom Lucy, Tom Solesbury, Josh West, Richard Egington, Robin Bourne-Taylor, Alastair Heathcote und Steuermann Acer Nethercott)
- 2009: 1. Platz im Vierer ohne (Alex Partridge, Richard Egington, Alex Gregory und Matt Langridge)
- 2010: 4. Platz im Vierer ohne (Alex Partridge, Richard Egington, Alex Gregory und Matt Langridge)
- 2011: 1. Platz im Vierer ohne (Matt Langridge, Richard Egington, Tom James und James Gregory)